# محمد مرموري
محمد مرموري (مواليد 18 سبتمبر 1967) هو ملاكم تونسي، مثّل بلاده في الألعاب الأولمبية الصيفية في دورتي 1996 و2000.

## روابط خارجية
محمد مرموري على موقع أوليمبيديا (الإنجليزية)